# Miroslav Martan
Miroslav Martan (10. listopadu 1919 Borovany – 31. prosince 2003) byl český ekonom, spisovatel a překladatel vědecko-fantastické literatury především z angličtiny, výjimečně z francouzštiny.

## Život
Po skončení střední školy začal studovat na Vysoké škole obchodní v Praze. Po nacistickém uzavření českých vysokých škol byl zatčen a strávil tři roky v koncentračním táboře. Po skončení druhé světové války pokračoval ve vysokoškolském studiu, které ukončil roku 1947. Pak do roku 1980, kdy odešel do důchodu, pracoval jako ekonom v několika podnicích a institucích. Od roku 1945 byl členem Československé strany sociálně demokratické a od roku 1948 (po násilném sloučení ČSSD s KSČ) až do roku 1989 členem komunistické strany.
O science fiction se zajímal už jako středoškolák. Stal se aktivním členem fandomu, kam jej počátkem osmdesátých let přivedl Stanislav Švachouček. Podílel se na znovuobnovení Klubu Julese Vernea roku 1984 a až do své smrti byl jeho předsedou. Překládal sci-fi převážně z angličtiny a kromě knižních vydání byly jeho překlady povídek otiskovány také v různých časopisech (například Zápisník, 100+1 nebo Ikarie). Do němčiny přeložil několik povídek Václava Vlka.

## Překlady
- 1986 – William Tenn: Bernie coby Faust, povídka.
- 1986 – Andrew M. Stephenson: Velký ničitel, povídka.
- 1986 – John Wood Campbell: Věc, povídka.
- 1986 – John Wood Campbell: Sebevražda, povídka.
- 1986 – Theodore Sturgeon: Killdozer!, povídka
- 1987 – Cyril M. Kornbluth: Kráčející tupci, povídka.
- 1988 – Charles E. Fritch: Bloodmobile, povídka.
- 1988 – William Tenn: Projekt Brooklyn, povídka.
- 1988 – Alfred Bester: Hvězdo má, vzdálená..., povídka.
- 1988 – Alfred Bester: O čase a Třetí avenui, povídka.
- 1988 – Alfred Bester: Eskamotérské číslo, povídka.
- 1988 – Poul Anderson: Kosmičtí křižácí, zkrácená verze románu.
- 1988 – Charles West Runyon: V případě nebezpečí NTXIBW PRSP!, povídka.
- 1988 – Murray Leinster: Etické rovnice, povídka.
- 1988 – Murray Leinster: Země obrů, povídka.
- 1988 – Larry Niven: Válečníci, povídka.
- 1988 – Larry Niven: Příliv, povídka.
- 1989 – Gordon R. Dickson: S počítači se nediskutuje, povídka
- 1992 – Stanley G. Weinbaum: Odyssea na Marsu, povídková sbírka, spolupřekladatel.
- 1992 – John Creasey: Mlha děsu, román..
- 1992 – Darrell Schweitzer: Každý z nás je legenda, povídková sbírka, společně s Ivanem Adamovičem.
- 1992 – Richard Bessiere: Hledá se pokusný králík, román.
- 1992 – Robert Sheckley: Bílá smrt, román.
- 1992 – A. E. van Vogt: Okřídlený muž, román.
- 1993 – A. E. van Vogt: Vládci času, povídka.
- 1993 – Fredric Brown: Ten bláznivý vesmír!, román.
- 1996 – Larry Niven: Svět Ptavvů, román.
- 1996 – Larry Niven: Protektor, román.
- 1997 – Jon Kirkwood: Fantastické pohledy na gigantické stroje, literatura faktu pro mládež.
- 1998 – F. Paul Wilson: Až do morku kostí, román.

## Vlastní práce
- Známý vesmír (1996), průvodce světem klasika akční sci-fi L. Nivena, esej.[3]
- Pivo u protinožců, aneb, Trampujte v Austrálii (2001), kniha, vydaná k autorovým osmdesátinám, obsahuje jeho zážitky z roční cesty do Austrálie, kam odjel za svým bratrem, australským námořním důstojníkem.